# یورگیس پوچینسکس
یورگیس پوچینسکس (انگلیسی: Jurģis Pučinskis؛ زادهٔ ۳ ژانویهٔ ۱۹۷۳) یک بازیکن فوتبال اهل لتونی است.
از باشگاه‌هایی که در آن بازی کرده‌است می‌توان به باشگاه فوتبال اسکونتو اشاره کرد.
وی همچنین در تیم ملی فوتبال لتونی بازی کرده است.